# Pretty Summer Playlist: Season 1
Pretty Summer Playlist: Season 1 è il terzo EP della rapper statunitense Saweetie pubblicato il 16 aprile 2021.

## Pubblicazione
L'EP è stato pubblicato dalla rapper come anticipazione del suo album in studio di debutto intitolato Pretty Bitch Music. In concomitanza con l'uscita del progetto la rapper ha pubblicato il video musicale del primo singolo promozionale estratto Risky in collaborazione con Drakeo The Ruler.
Saweetie ha affermato che con questo EP da inizio ad una serie di progetti che pubblicherà l'estate di ogni anno intitolati allo stesso modo.

## Produzione
I brani dell'EP sono stati prodotti da BigBroLGND, Dirty Sosa, DotMidorii, Ivsirs, Dinuzzo, T Nyce, Th3ory, Bizness Boi, B Ham, Mike Crook e Ryan OG e vedono la partecipazione di  Bbyafricka, Drakeo the Ruler, Kendra Jae, Loui e Lourdiz.

## Tracce
1. Risky (feat. Drakeo the Ruler) – 2:39 (Diamonté Harper, Darrell Caldwel, Douglas Sosa)
2. Bbyafricka – Big Mama Coochie (feat. Saweetie) – 3:25 (Jasmine Armani, Harper, Calvin Gillen, Ivsirs)
3. Kendra Jae – See Saw (feat. Saweetie) – 3:44 (Kendra Bracy, Harper, Darrien Overton, Cardell McManus)
4. Pretty & Rich – 1:46 (Harper, Terry Opoku)
5. Back Seat (feat. Lourdiz) – 3:03 (Harper, Alyssa Cantou, Brandon Hamlin, Ryan Ogren, Mike Crook)
6. Loui – Talkin' Bout (feat. Saweetie) – 2:06 (Loui, Harper, Johnny Doezit)
7. Sweat Check – 2:02 (Harper, Andre Robertson)